# We Started Nothing
Albums de The Ting Tings
Sounds from Nowheresville
(2012)
We Started Nothing est le premier album du groupe anglais The Ting Tings. Il a été enregistré par Sony BMG affilié à Columbia le 19 mai 2008 au Royaume-Uni. L'édition américaine a une pochette avec des arrière-plans différents.

## Liste des titres
Tous les morceaux ont été écrits et composés par Jules De Martino et Katie White.
1. Great DJ - 3:24
2. That's Not My Name - 5:11
3. Fruit Machine - 2:54
4. Traffic Light - 2:59
5. Shut Up and Let Me Go - 2:53
6. Keep Your Head - 3:23
7. Be the One - 2:57
8. We Walk - 4:06
9. Impacilla Carpisung - 3:39
10. We Started Nothing - 6:24

## Singles
- Fruit Machine (Édition limitée)
- Great DJ (24 mars 2008)
- That's Not My Name (12 mai 2008)
- Shut Up and Let Me Go (7 juin 2008)
- Be the One
- We Walk

## Charts
| Chart 2008                          | Meilleure position |
| ----------------------------------- | ------------------ |
| Australian Album Chart              | 22                 |
| Austrian Album Chart                | 64                 |
| Irish Albums Chart                  | 3                  |
| Swiss Album Chart                   | 67                 |
| New Zealand Album Chart             | 29                 |
| UK Album Chart                      | 1                  |
| US Billboard 200                    | 78                 |
| US Billboard Top Heatseekers        | 7                  |
| US Billboard Top Independent Albums | 9                  |